# Make Another World
Albums de Idlewild
Warnings/Promises
(2005)
Make Another World est le sixième album du groupe de rock écossais Idlewild (groupe), mis en vente au Royaume-Uni le 5 mars 2007.

## Track listing
1. In Competition For The Worst Time
2. Everything (As It Moves)
3. No Emotion
4. Make Another World
5. If It Takes You Home
6. Future Works
7. You And I Are Both Away
8. A Ghost In The Arcade
9. Once In Your Life
10. Finished It Remains